# Lips Are Movin
〈Lips Are Movin〉은 미국 싱어송라이터 메간 트레이너의 곡으로, 그녀의 정규 데뷔 음반 《Title》(2015)에 수록되었다. 트레이너와 음반의 프로듀서인 케빈 카디시가 공동 작곡하였으며, 에픽 레코드는 2014년 10월 15일 MTV 뉴스에서 이 곡을 최초 공개한 후, 같은 해 10월 21일 미국 컨템포러리 히트 라디오에 두 번째 싱글로 배포하였다. 이 곡은 걸 그룹 스타일의 하모니와 버블검 팝 특유의 후크를 특징으로 하는 복고풍 두왑 및 팝 장르의 곡이다. 〈Lips Are Movin〉은 트레이너가 자신의 레이블과의 갈등에서 영감을 받아 만든 곡이지만, 비평가들은 이를 연인이 자신을 속이는 것을 알게 된 후 결별을 결심하는 내용으로 해석하기도 했다.

## 곡 목록
- Digital download[1]

1. "Lips Are Movin" – 3:01

- CD single[2]

1. "Lips Are Movin" – 3:03
2. "Lips Are Movin" (instrumental) – 3:03

## 차트
연말 차트

### 차트
| 차트 (2011)              | 최고 순위 |
| ------------------------ | --------- |
| 오스트레일리아 싱글 차트 | 64        |